# Persone di nome Giuseppe/Storici
| Questa pagina contiene informazioni ricavate automaticamente dalle voci biografiche con l'ausilio del template Bio e di un bot. L'aggiornamento è periodico e automatico e ricostruisce completamente la pagina. Se manca una persona in questa lista, sei pregato di non aggiungerla, ma accertati piuttosto che la sua voce biografica contenga il template Bio e che i dati anagrafici siano correttamente compilati. Se il template Bio manca, inseriscilo tu stesso o, in alternativa, metti l'avviso {{tmp\|Bio}} che ne segnala la mancanza. Se i dati riportati sono sbagliati, correggi direttamente la voce biografica; le modifiche saranno visibili in questa lista entro pochi giorni. Per chiarimenti vedi il progetto antroponimi. La lista contiene solo le 52 persone che sono citate nell'enciclopedia e per le quali è stato implementato correttamente il template Bio. Pagina aggiornata al 22 lug 2025. |

Questa è una lista di persone presenti nell'enciclopedia che hanno il nome Giuseppe e sono storici.

## A(4)
- Giuseppe Alberigo, storico italiano (Cuasso al Monte, n. 1926 - Bologna, † 2007)
- Giuseppe Aragno, storico italiano (Napoli, n. 1946)
- Giuseppe Are, storico italiano (Orani, n. 1930 - Pisa, † 2006)
- Giuseppe Armocida, storico e medico italiano (Ispra, n. 1946)

## B(5)
- Giuseppe Baccini, storico italiano (Barberino di Mugello, n. 1851 - Firenze, † 1922)
- Giuseppe Barone, storico italiano (Modica, n. 1947)
- Giuseppe Bartolo, storico e politico italiano (Bari, n. 1912 - Bari, † 1977)
- Giuseppe Berta, storico italiano (Vercelli, n. 1952 - Torino, † 2024)
- Giuseppe Bianchi, storico, abate e presbitero italiano (Codroipo, n. 1789 - Udine, † 1868)

## C(5)
- Giuseppe Canestrini, storico e bibliotecario italiano (Trento, n. 1807 - Firenze, † 1870)
- Giuseppe Cardinali, storico e politico italiano (Roma, n. 1879 - Roma, † 1955)
- Giuseppe Casarrubea, storico e saggista italiano (Partinico, n. 1946 - Partinico, † 2015)
- Giuseppe Chini, storico e archivista italiano (Rovereto, n. 1865 - Rovereto, † 1931)
- Giuseppe Colucci, storico e antiquario italiano (Penna San Giovanni, n. 1752 - Fermo, † 1809)

## D(4)
- Giuseppe De Conti, storico e scrittore italiano (Casale Monferrato, n. 1743 - Cuccaro Monferrato, † 1817)
- Giuseppe De Leva, storico italiano (Zara, n. 1821 - Padova, † 1895)
- Giuseppe Maria Di Ferro, storico e militare italiano (Trapani, n. 1774 - † 1836)
- Giuseppe de Blasiis, storico e patriota italiano (Sulmona, n. 1832 - Napoli, † 1914)

## F(1)
- Giuseppe Frola, storico e giurista italiano (Torino, n. 1883 - Torino, † 1917)

## G(5)
- Giuseppe Galasso, storico, giornalista e politico italiano (Napoli, n. 1929 - Pozzuoli, † 2018)
- Giuseppe Genesio, storico bizantino (Costantinopoli)
- Giuseppe Gerola, storico italiano (Arsiero, n. 1877 - Trento, † 1938)
- Giuseppe Giarrizzo, storico e politico italiano (Riposto, n. 1927 - Catania, † 2015)
- Giuseppe Giliberti, storico e giurista italiano (Napoli, n. 1950)

## I(1)
- Giuseppe Isnardi, storico, geografo e educatore italiano (Sanremo, n. 1886 - Roma, † 1965)

## L(2)
- Giuseppe Lazzati, storico e politico italiano (Milano, n. 1909 - Milano, † 1986)
- Giuseppe Locatelli, storico, letterato e presbitero italiano (Almenno San Salvatore, n. 1872 - Bergamo, † 1951)

## M(5)
- Giuseppe Mammarella, storico italiano (Firenze, n. 1929)
- Giuseppe Marchetti Tricamo, storico italiano (Messina, n. 1944)
- Giuseppe Marimonti, storico italiano (Milano, n. 1811)
- Giuseppe Carlo Marino, storico italiano (Palermo, n. 1939 - Pisa, † 2024)
- Giuseppe Masi, storico italiano (Gizzeria, n. 1941)

## N(1)
- Giuseppe Nenci, storico, filologo classico e archeologo italiano (Cuneo, n. 1924 - Pisa, † 1999)

## O(2)
- Giuseppe Occhiato, storico e scrittore italiano (Mileto, n. 1934 - Firenze, † 2010)
- Peppino Ortoleva, storico italiano (Napoli, n. 1948)

## P(4)
- Giuseppe Papaleoni, storico italiano (Daone, n. 1863 - Piano di Sorrento, † 1943)
- Giuseppe Parlato, storico italiano (Milano, n. 1952 - Castelnuovo di Porto, † 2025)
- Giuseppe Picone, storico, archeologo e giurista italiano (Agrigento, n. 1819 - † 1901)
- Giuseppe Praga, storico e archivista italiano (Ugliano, n. 1893 - Venezia, † 1958)

## R(2)
- Giuseppe Rendina, storico italiano (Potenza, n. 1608 - Potenza)
- Giuseppe Ricuperati, storico italiano (Isernia, n. 1936)

## S(3)
- Giuseppe Sabbioni, storico italiano (Fermo, n. 1789 - Petriolo, † 1874)
- Giuseppe Maria Secondo, storico e letterato italiano (Lucera, n. 1715 - Napoli, † 1798)
- Giuseppe Sergi, storico italiano (Torino, n. 1946)

## T(5)
- Giuseppe Talamo, storico italiano (Napoli, n. 1925 - Roma, † 2010)
- Giuseppe Tamburrano, storico, giornalista e politico italiano (San Giovanni Rotondo, n. 1929 - Roma, † 2017)
- Giuseppe Tassini, storico italiano (Venezia, n. 1827 - Venezia, † 1899)
- Giuseppe Tomassetti, storico italiano (Roma, n. 1848 - Roma, † 1911)
- Giuseppe Tramarollo, storico, politologo e attivista italiano (Padova, n. 1910 - Pavia, † 1985)

## V(2)
- Giuseppe Vernazza, storico, epigrafista e politico italiano (Alba, n. 1745 - Torino, † 1822)
- Giuseppe Vivoli, storico e notaio italiano (Livorno, n. 1779 - Livorno, † 1853)

## Z(1)
- Giuseppe Zecchini, storico italiano (Milano, n. 1952)